# Cavillon
Cavillon település Franciaországban, Somme megyében. Lakosainak száma 91 fő (2022. január 1.). Cavillon Briquemesnil-Floxicourt, Fourdrinoy, Le Mesge, Oissy, Riencourt és Saisseval községekkel határos.

## Népesség
A település népességének változása:
| Lakosok száma | 102  | 103  | 104  | 103  | 104  | 104  | 100  | 95   | 91   |
|               | 2013 | 2015 | 2016 | 2017 | 2018 | 2019 | 2020 | 2021 | 2022 |